# Hōreki
L'era Hōreki (宝暦?), chiamata anche Hōryaku, è l'era del Giappone (年号?, nengō, lett. "nome dell'anno") che va dall'ottobre 1751 al giugno 1764. Segue l'era Kan'en e precede l'era Meiwa. Gli imperatori regnanti furono l'imperatore Momozono e l'imperatrice Go-Sakuramachi. Gli shōgun in carica furono Tokugawa Ieshige e Tokugawa Ieharu.

## Il cambio di era
Nel 1751 (宝暦元年?, Hōreki gan'nen) il nome dell'era viene cambiato in Hōreki in occasione della morte dell'imperatore Sakuramachi e dello shōgun Tokugawa Yoshimune.
L'inizio dell'era Hōreki viene comunemente fissato nel 1751, tuttavia questa è una data decisa a posteriori. Nel Keikō Kimon viene documentato che il nome dell'era venne cambiato retroattivamente per decreto imperiale nel 1754, ovvero nel quarto anno dell'era Hōreki.

## Eventi dell'era Hōreki
- 1752 (Hōreki 2): arriva un ambasciatore dal Regno delle Ryūkyū.[3]
- 1760 (Hōreki 10): lo Shōgun Tokugawa Ieshige si dimette e gli succede il figlio Ieharu, diventando così il decimo Shōgun Tokugawa.[5]
- 1762 (Hōreki 12): l'imperatore Momozono abdica in favore della sorella, morirà poco dopo.[5]
- 1763 (Hōreki 13): una compagnia che si occupa del commercio di ginseng coreano viene fondata nel distretto di Kanda a Edo.[6]
- 1764 (Hōreki 14): in seguito a una missione diplomatica la patata dolce viene esportata in Corea.[7]